# Augusto de Sajonia (1589-1615)
Augusto de Sajonia (en alemán, August von Sachsen; Dresde, 7 de septiembre de 1589-Naumburgo, 26 de diciembre de 1615) fue príncipe de Sajonia y miembro de la Casa de Wettin.

## Biografía
Augusto fue el hijo menor del elector Cristián I de Sajonia (1560-1591) y de su esposa, Sofía de Brandeburgo (1568-1622), hija del elector Juan Jorge de Brandeburgo. Sus hermanos mayores, Cristián y Juan Jorge, fueron sucesivamente electores de Sajonia. De este último, Augusto recibió una pensión anual de 21.000 florines y el distrito de Senftenberg.
Se graduó en la Universidad de Halle-Wittenberg. Durante este período, se llevó a cabo desde el semestre de invierno de 1601 hasta 1606, el cargo de rector magnífico; el aspecto académico de esta oficina fue realizada por un pro-rector.
Se casó el 1 de enero de 1612 con la princesa Isabel de Brunswick-Wolfenbüttel (1593-1650), hija del duque Enrique Julio de Brunswick-Wolfenbüttel. No tuvieron hijos. Augusto murió repentinamente a la edad de 26 años y fue enterrado en la Catedral de Freiberg. 